# Anna Waronker
Anna Jeanette Waronker (née le 10 juillet 1972 à Los Angeles) est une autrice-compositrice-interprète américaine.

## Famille
Elle est la fille du producteur Lenny Waronker et de l'actrice et musicienne Donna Loren, la sœur du batteur de session Joey Waronker, et est mariée à Steven Shane McDonald, membre des Melvins et Redd Kross.

## Carrière

### That Dog
Après avoir obtenu son diplôme d'études secondaires, Waronker forme le groupe qui deviendra That Dog. Le groupe se compose de Waronker au chant et à la guitare, Petra Haden au violon, Rachel Haden à la basse et Tony Maxwell (en) à la batterie. That Dog sort trois albums chez DGC Records : That Dog en 1993, Totally Crushed Out! en 1995 et Retreat from the Sun en 1997. Ils tournent avec des artistes tels que Beck, Weezer et Blur. That Dog annonce sa rupture en 1997 après leur troisième album, Retreat from the Sun, initialement conçu comme le premier album solo de Waronker.
Le groupe se reforme pour quelques spectacles en 2011 et 2012 puis travaille pour de nouvelles chansons à partir de 2016 et sort un nouvel album en 2019.

### Solo
Pendant le temps où elle est avec That Dog, Waronker et sa coéquipière Petra Haden soutiennent Beck sur un certain nombre de démos et de faces B. Waronker coproduit avec son mari Steven McDonald plusieurs projets, dont sa révision de l'album White Blood Cells des White Stripes et les albums d'Imperial Teen (en) On et The Hair the TV the Baby and the Band.
Anna fonde sa propre maison de disques, Five Foot Two Records, avec sa belle-sœur Charlotte Caffey, avec laquelle elle sort son premier disque solo en 2002, Anna.
Au début des années 2000, Waronker joue plusieurs spectacles en solo et quelques autres spectacles avec l'éphémère groupe Ze Malibu Kids en compagnie de Steven McDonald, Jeff McDonald et Astrid McDonald. Waronker est également présente dans la chanson No Soul du groupe Say Anything. Anna chante sur les morceaux Be Calm et At Least I'm not as Sad as I Used to be du groupe new-yorkais Fun.
Anna contribue à des bandes originales de films et de télévision, comme la partition et une chanson originale pour Dealbreaker (un court métrage co-écrit et réalisé par Mary Wigmore et Gwyneth Paltrow) en 2005, Josie et les Pussycats et la série télévisée Clueless (1996–1999), où elle collabore avec Charlotte Caffey. Cinq des chansons de Waronker sont présentes dans la série télévisée Dawson.
Waronker incarne Joan Jett dans le film What We Do Is Secret écrit et réalisé par Rodger Grossman. En 2005, elle contribue à la chanson au bénéfice de l'UNICEF, Do They Know It's Hallowe'en?. En 2007, Waronker apparaît dans In Defense of the Genre de Say Anything , où elle chanté en tant qu'invitée sur le morceau No Soul.
La chanson de Waronker How Am I Doing? est jouée à la fin d'un épisode de Grey's Anatomy, intitulé Desire fin avril 2007. Un extrait de sa chanson I Don't Wann est joué dans le film de 2008 La Malédiction de Molly Hartley.
En octobre 2008, elle collabore avec sa belle-sœur Charlotte Caffey pour la comédie musicale Lovelace: A Rock Musical.
Waronker fournit des chœurs sur The Getaway, la chanson-titre  de l'album des Red Hot Chili Peppers en 2016, et sur A Walk with Love & Death des Melvins (maintenant rejoints par Steven McDonald) en 2017. Elle co-écrit la chanson des Melvins Embrace the Rub, de leur album de 2018 Pinkus Abortion Technician, avec McDonald et Josh Klinghoffer.
En 2021, Waronker et Craig Wedren collaborent à la bande originale des Yellowjackets. Ils ont également collaboré à la bande originale de Shrill, sur Hulu, en 2019.